# Tegea (geslacht)
Tegea is een geslacht van uitgestorven kreeftachtigen uit de klasse van de Ostracoda (mosselkreeftjes).

## Soort
- Tegea ordinaria Pranskevichius, 1973 †